# 南京大胜关长江大桥 (公路)

示意图

31°58′14″N 118°38′28″E / 31.97056°N 118.64111°E
南京大胜关长江大桥，简称大胜关大桥，原名南京长江三桥，为一条位于中国江苏省南京市的跨长江公路桥。该桥位于南京长江大桥上游约19公里处的大胜关，东距长江入海口约350公里，是上海-成都高速公路的重要组成部分。大桥全长约15.6公里 ，其中跨江大桥长4744米，主桥为跨径648米（在同类型大桥中排名世界第四）的双塔双索面钢塔钢箱梁斜拉桥。下横梁当以上部分的索塔采用钢结构，在国内尚属首次。南引桥长680米，北引桥长2780米。南岸接线长3.083公里，北岸接线长7.773公里。工程投资概算29.6亿元。该桥设计为6车道高速公路，桥面铺装层跟采用环氧沥青。桥下最大通航净高24米。

## 历程
该桥于2003年8月29日正式动工，2005年5月22日合龙，2005年10月7日通车。
2019年12月20日，该桥正式更名为南京大胜关长江大桥。

## 图片集

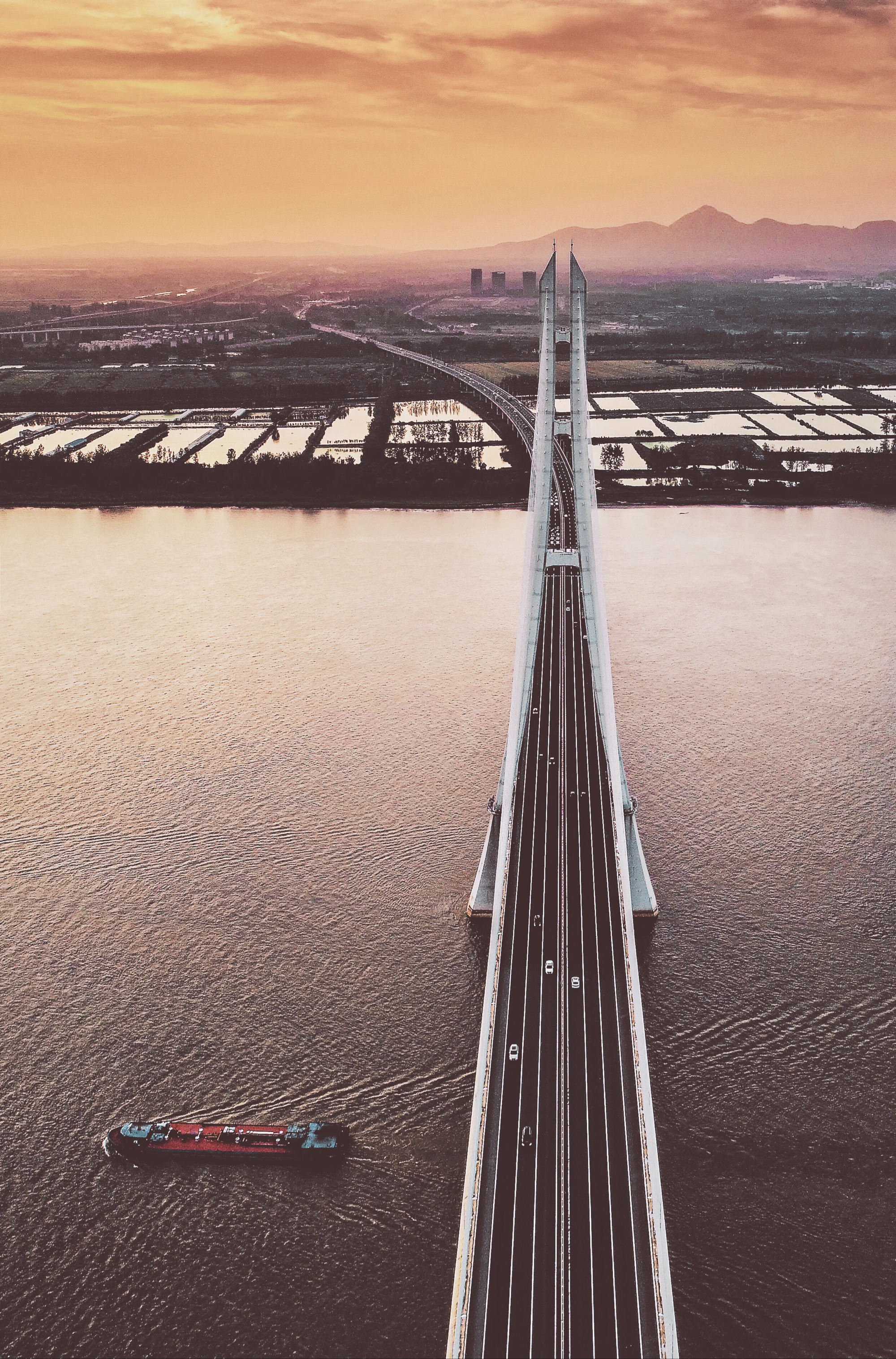
航拍图
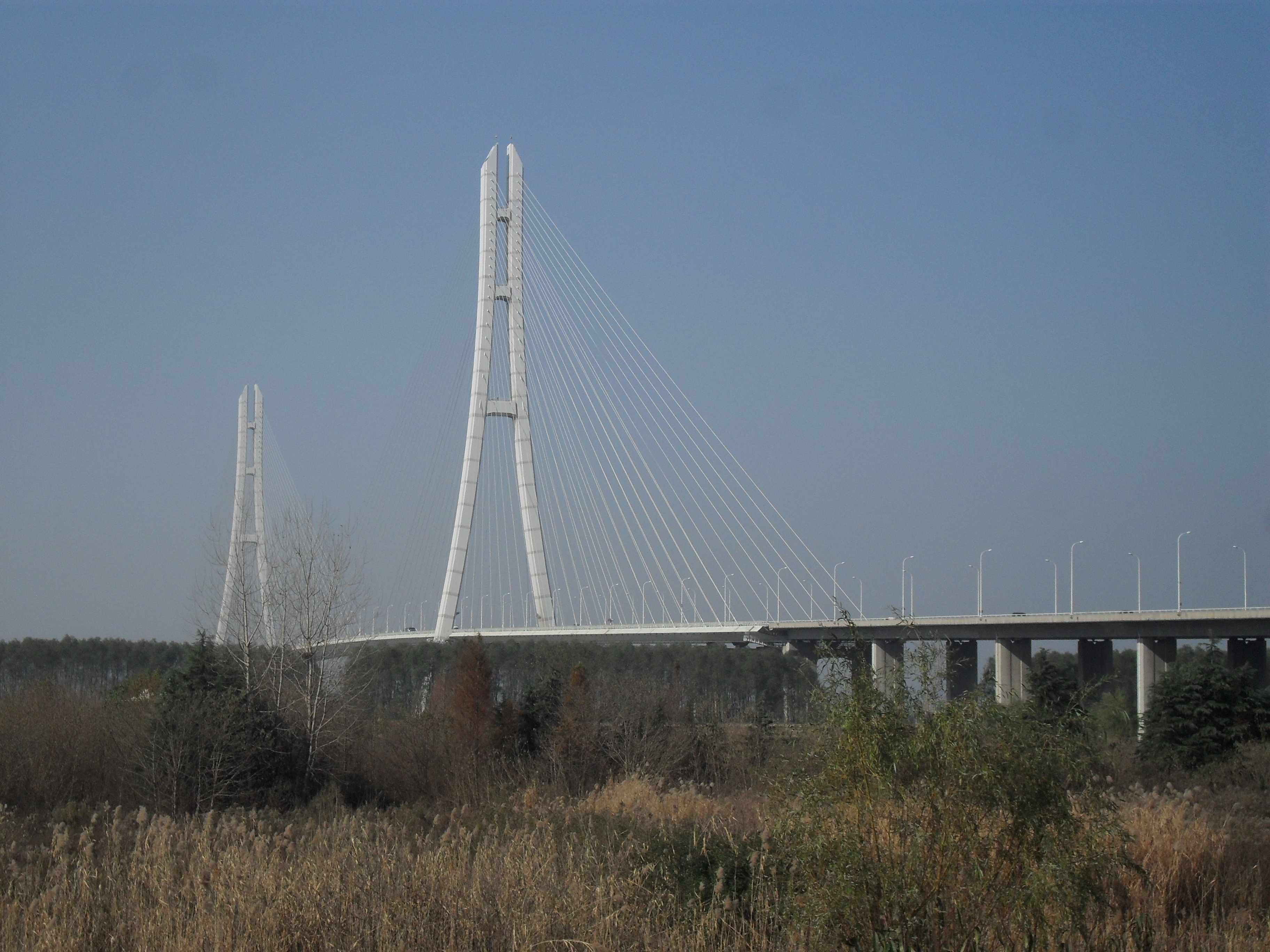
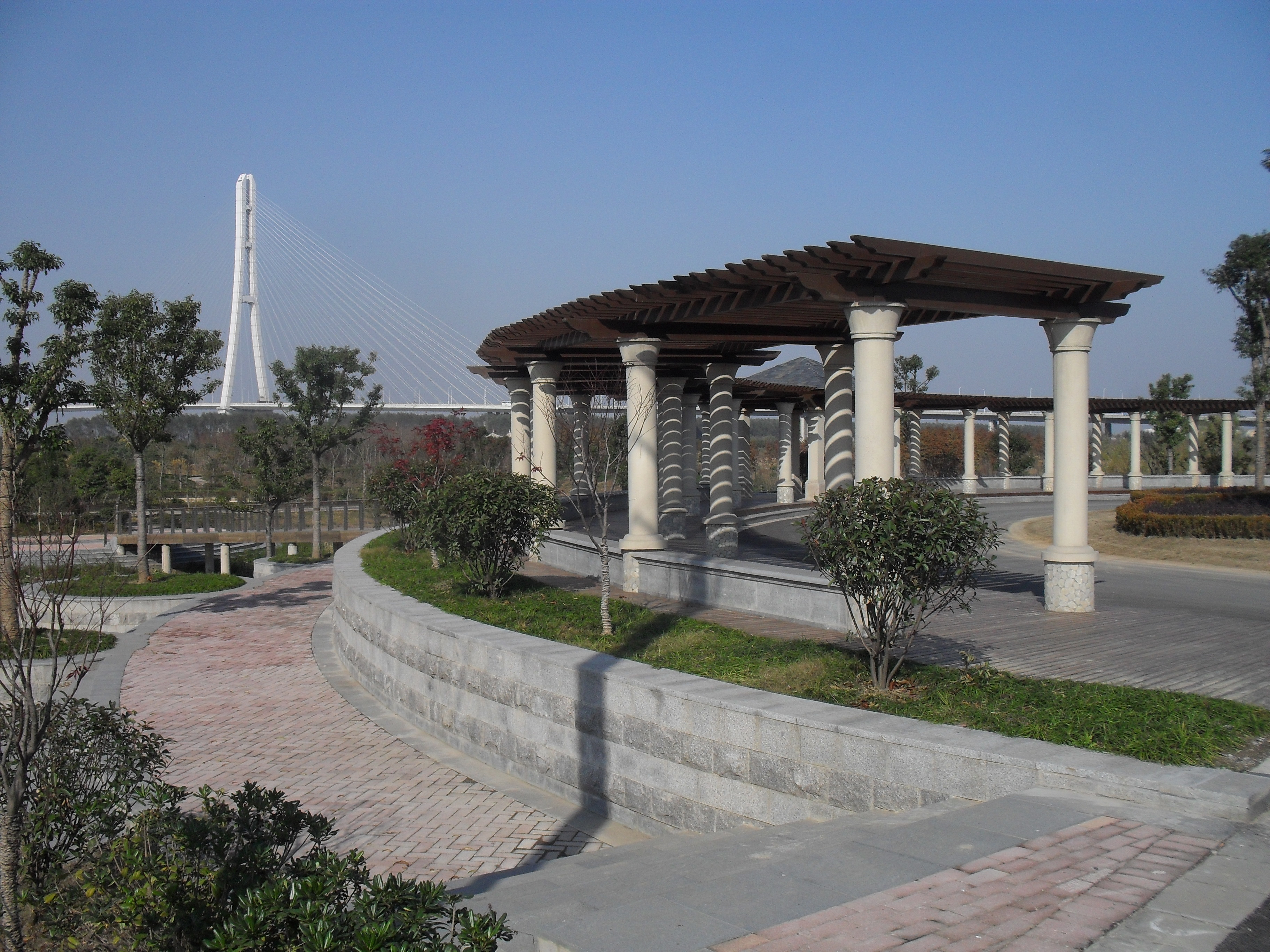
桥下小公园
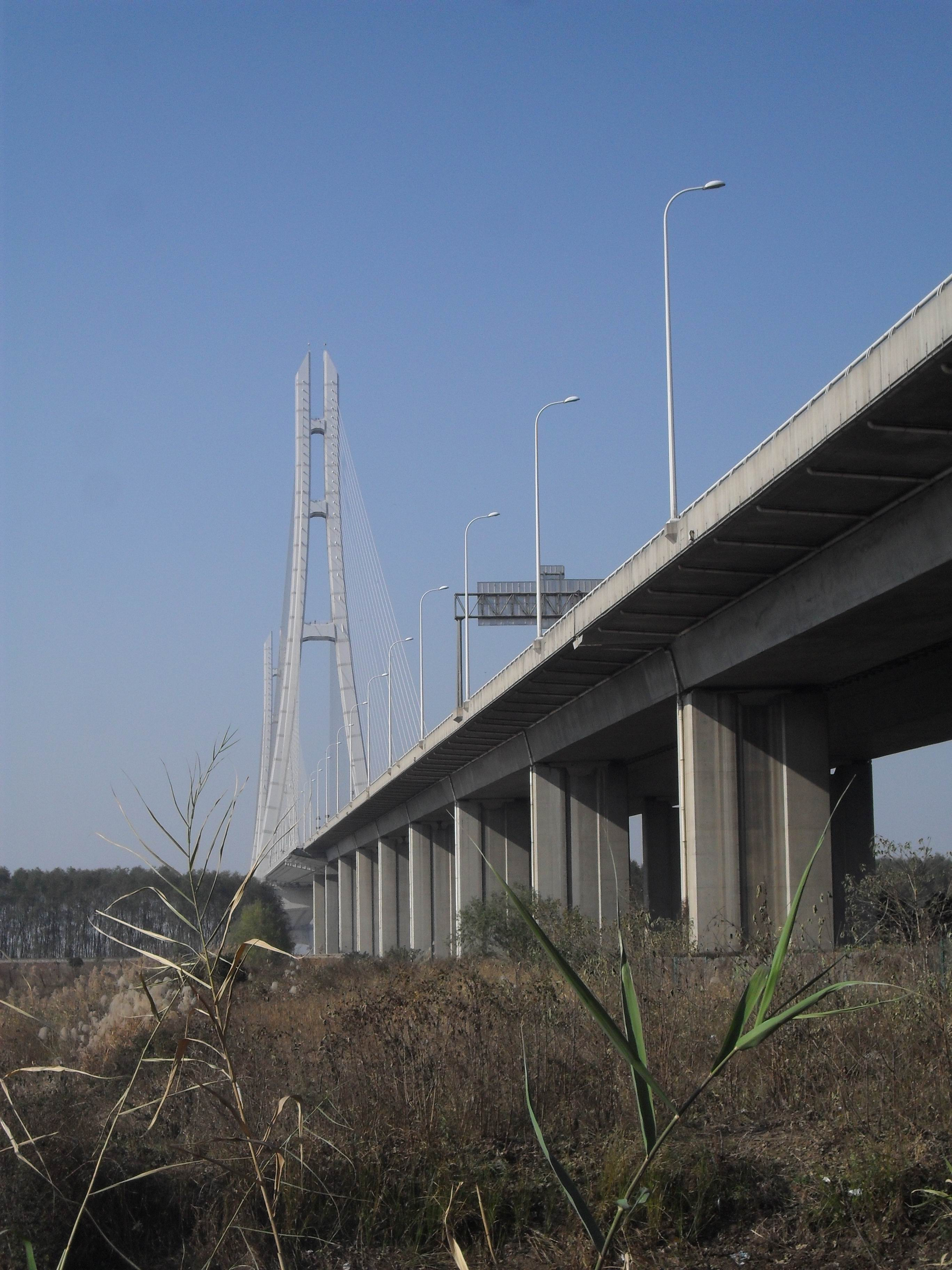